# Brankovina
Brankovina (em cirílico: Бранковина) é uma vila da Sérvia localizada no município de Valjevo, pertencente ao distrito de Kolubara. A sua população era de 520 habitantes segundo o censo de 2011.

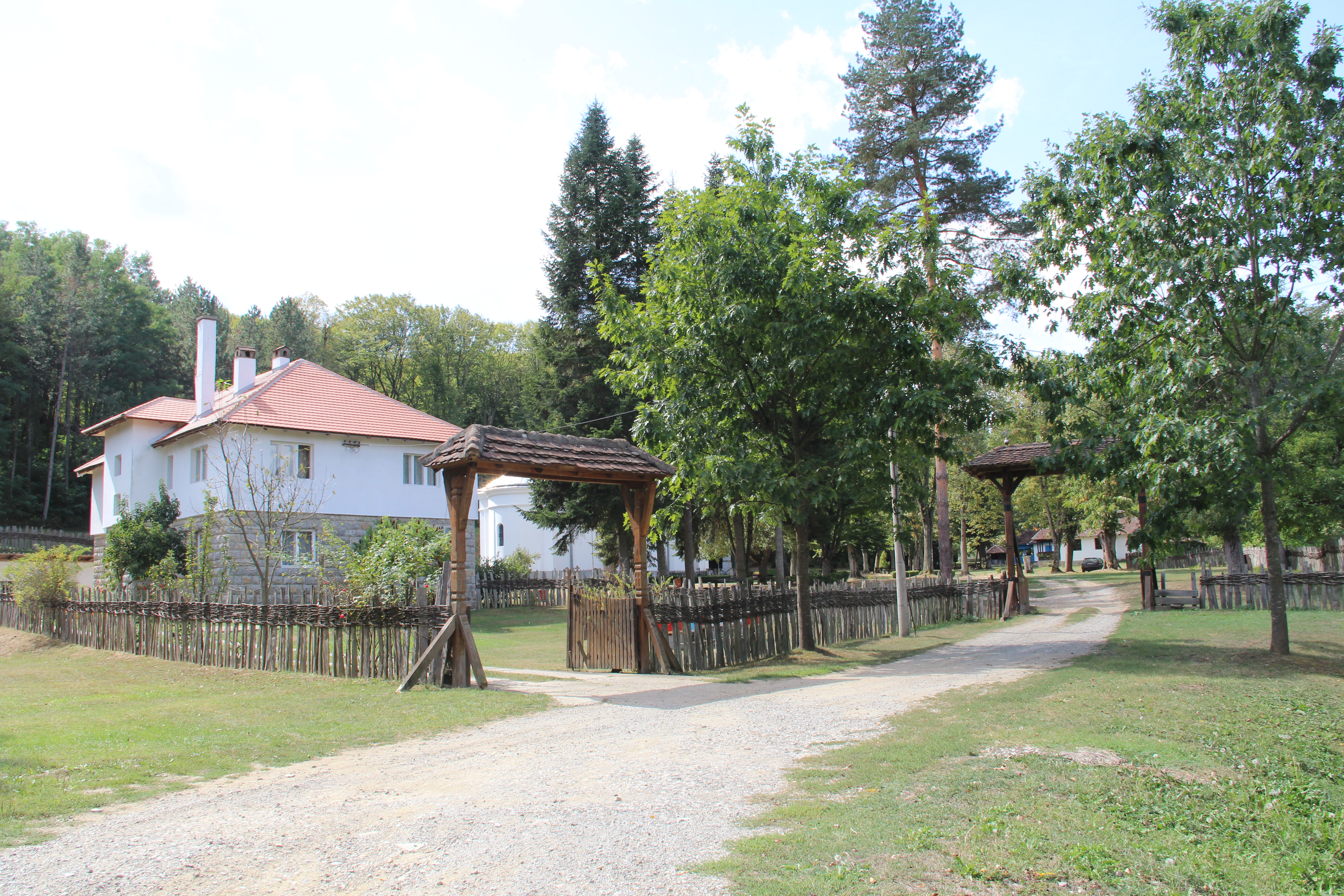
Brankovina - cultural e complexo histórico
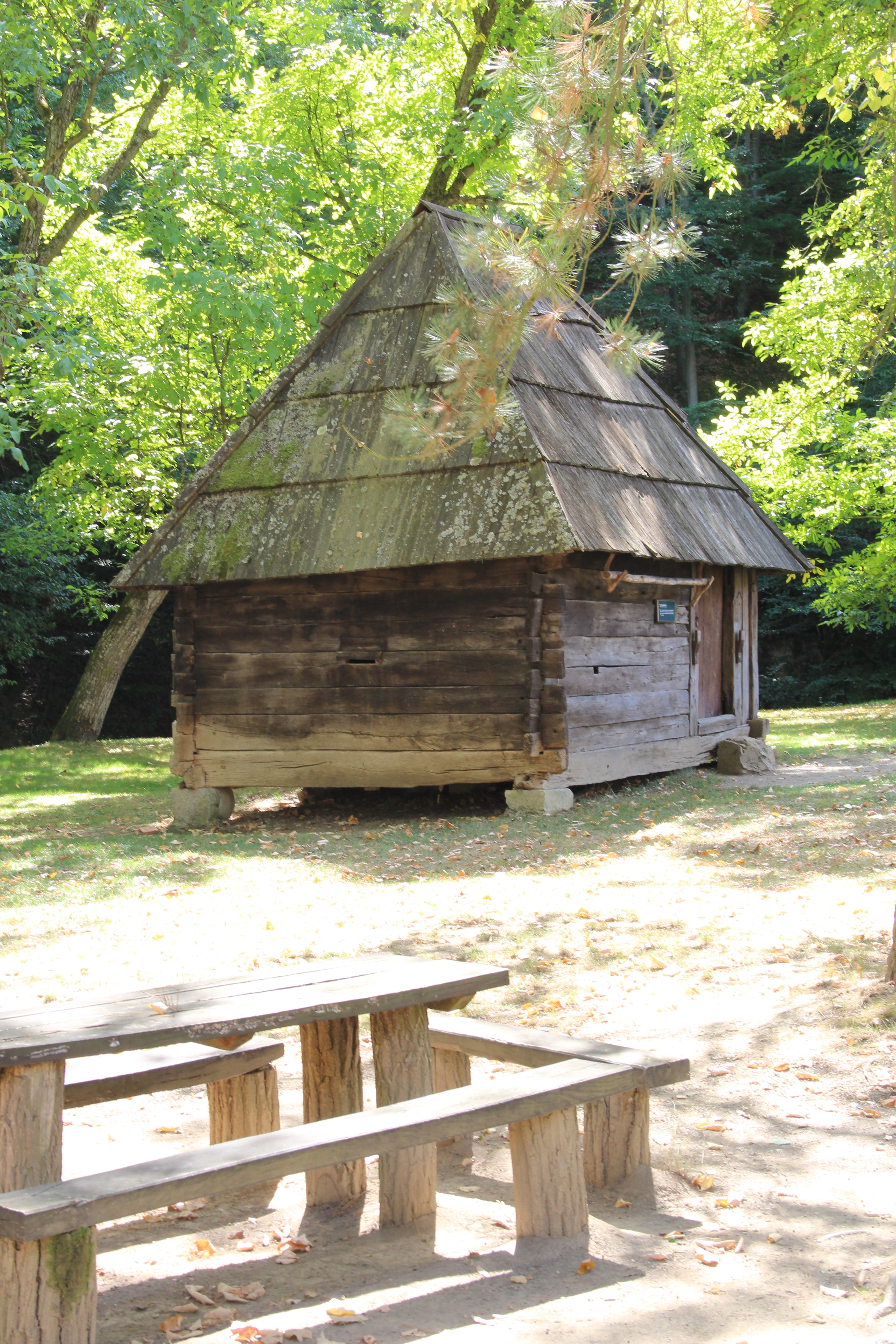
Brankovina - cultural e complexo histórico
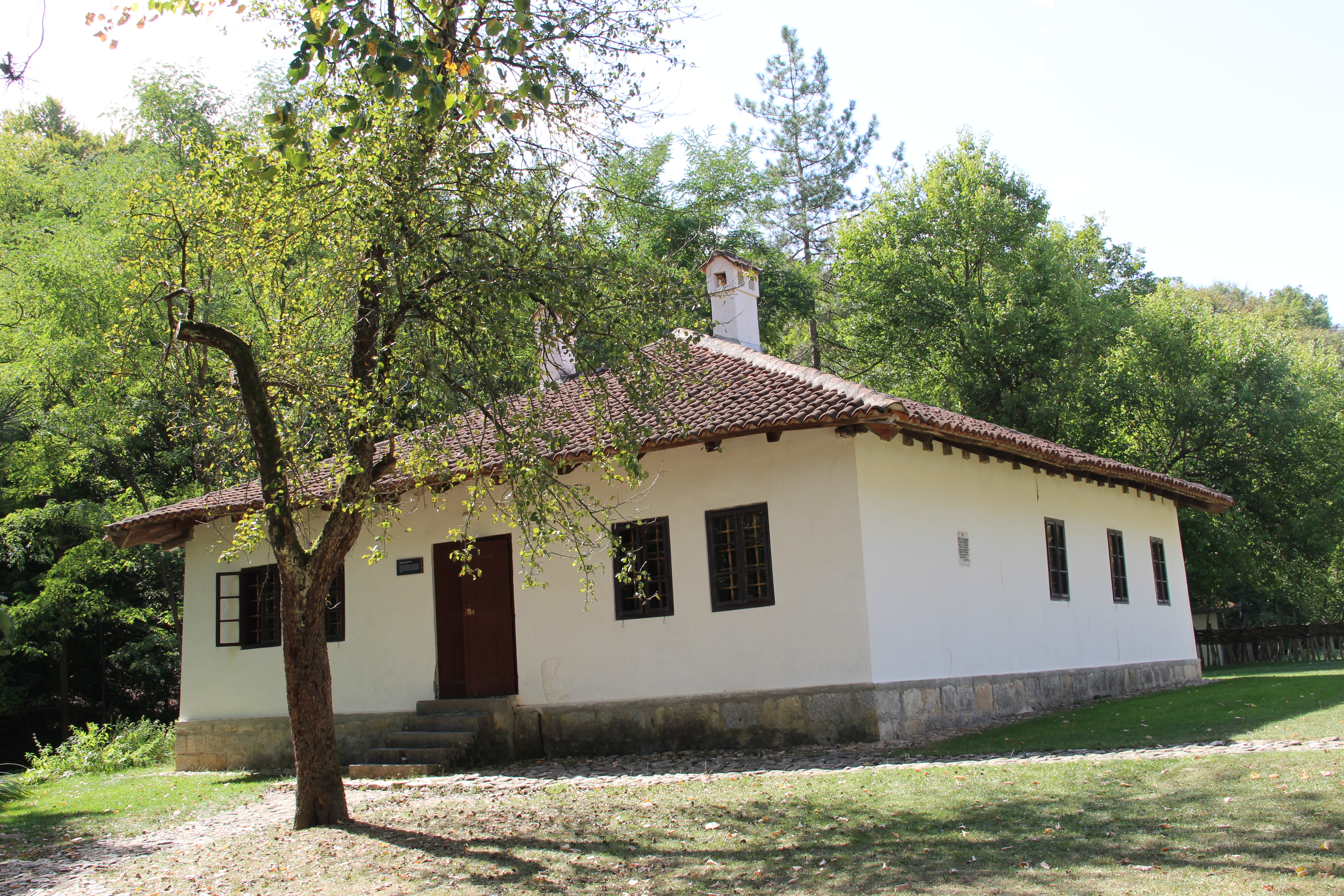
Brankovina - cultural e complexo histórico
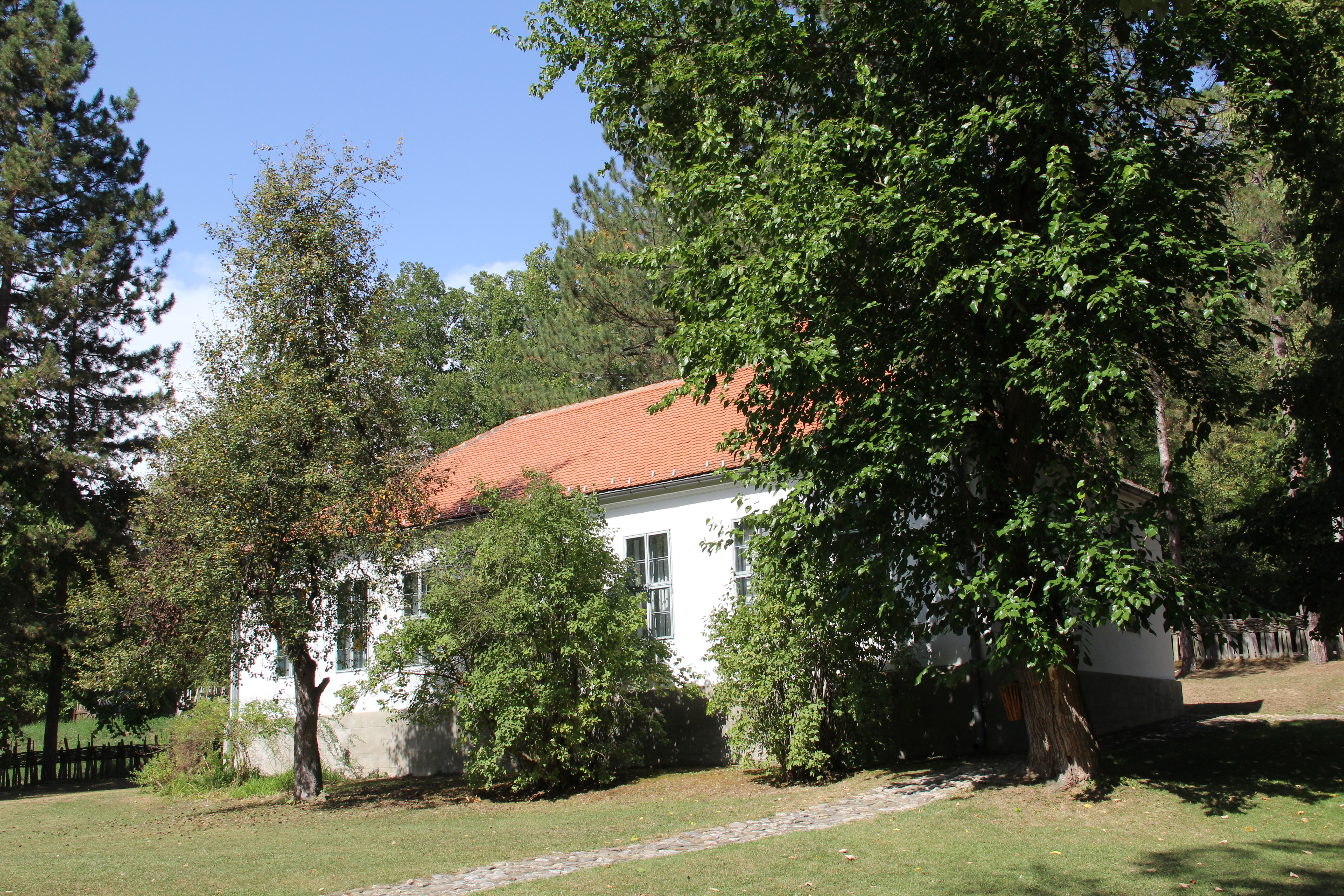
Brankovina - cultural e complexo histórico
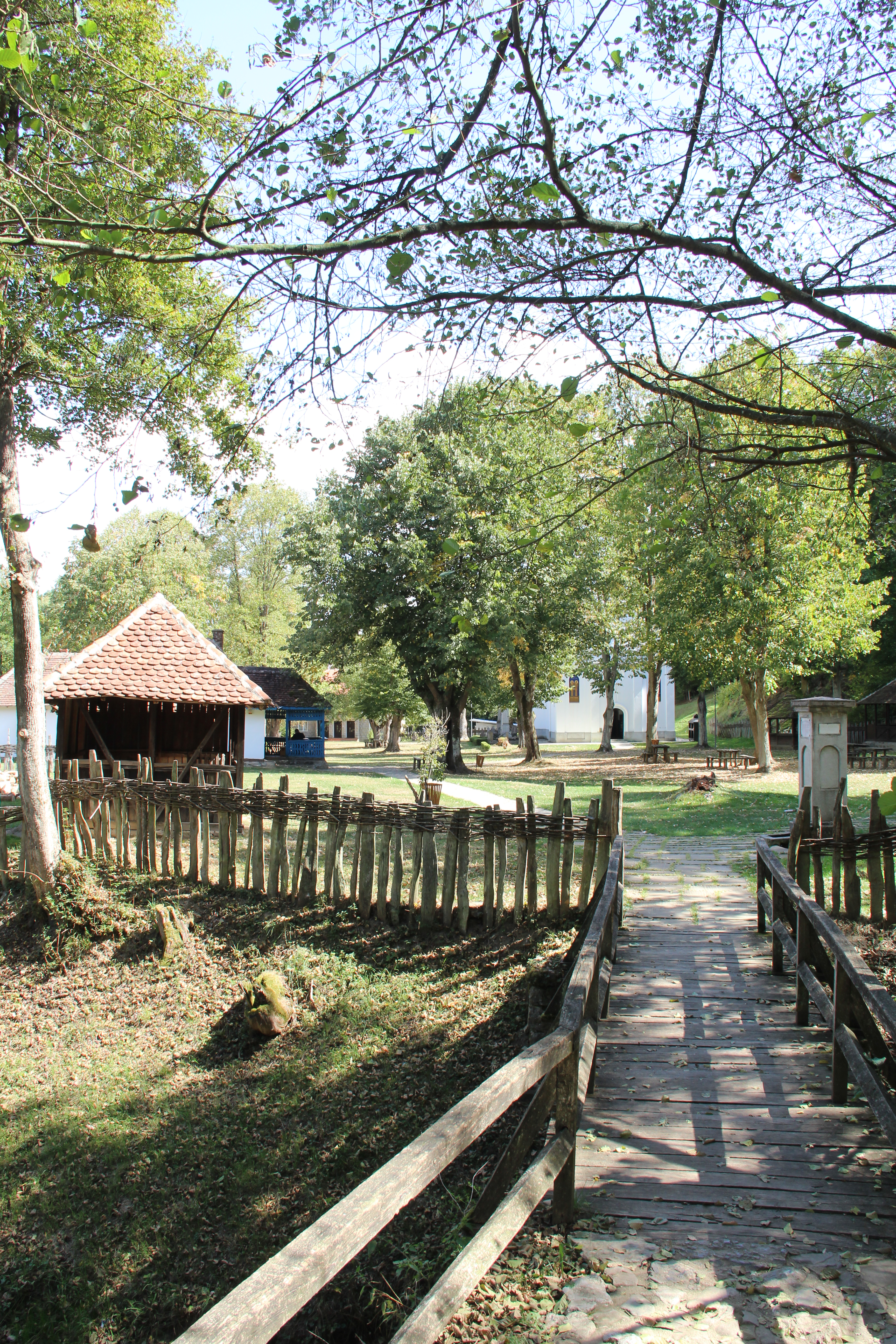
Brankovina - cultural e complexo histórico
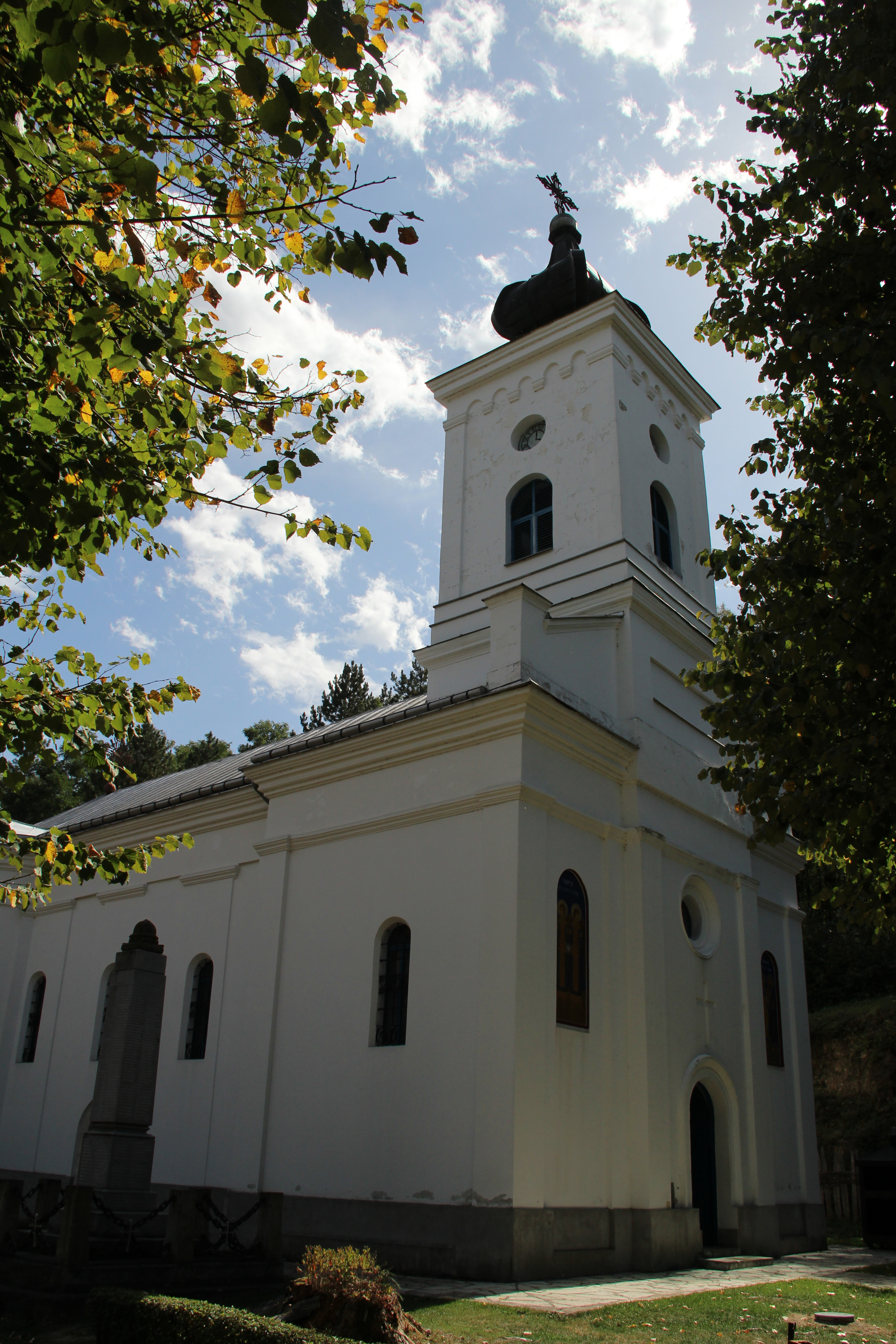
Brankovina - cultural e complexo histórico
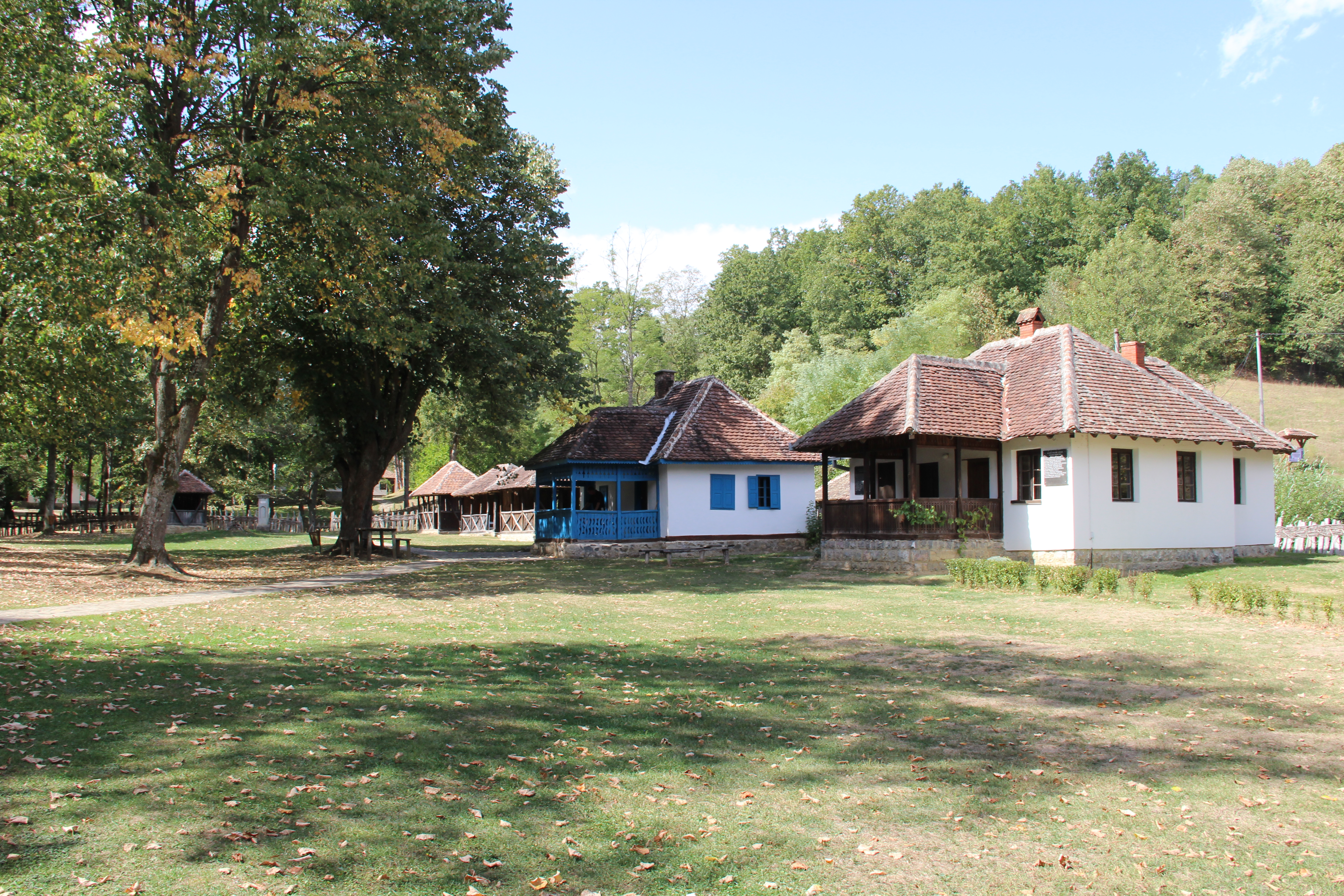
Brankovina - cultural e complexo histórico
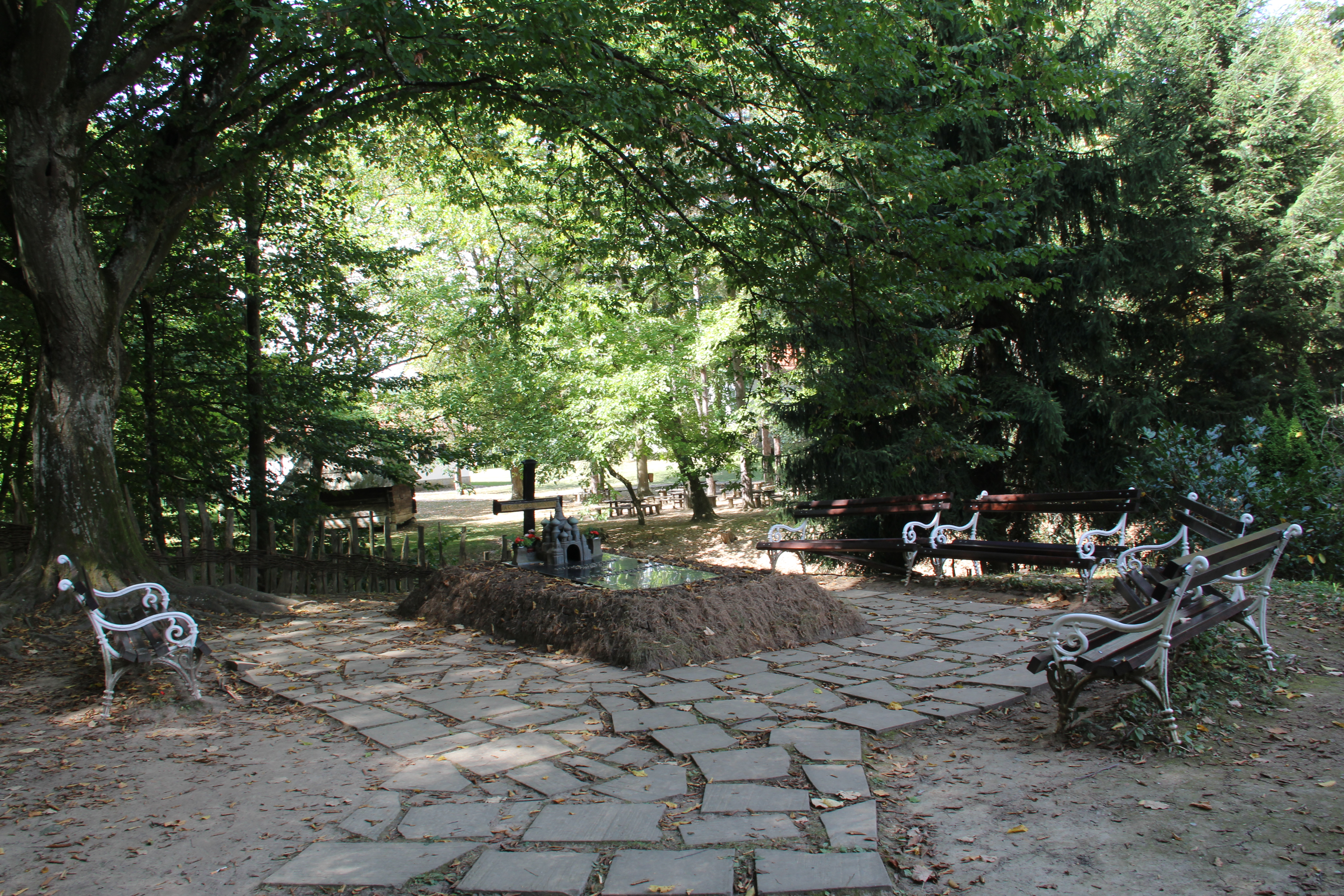
Brankovina - cultural e complexo histórico
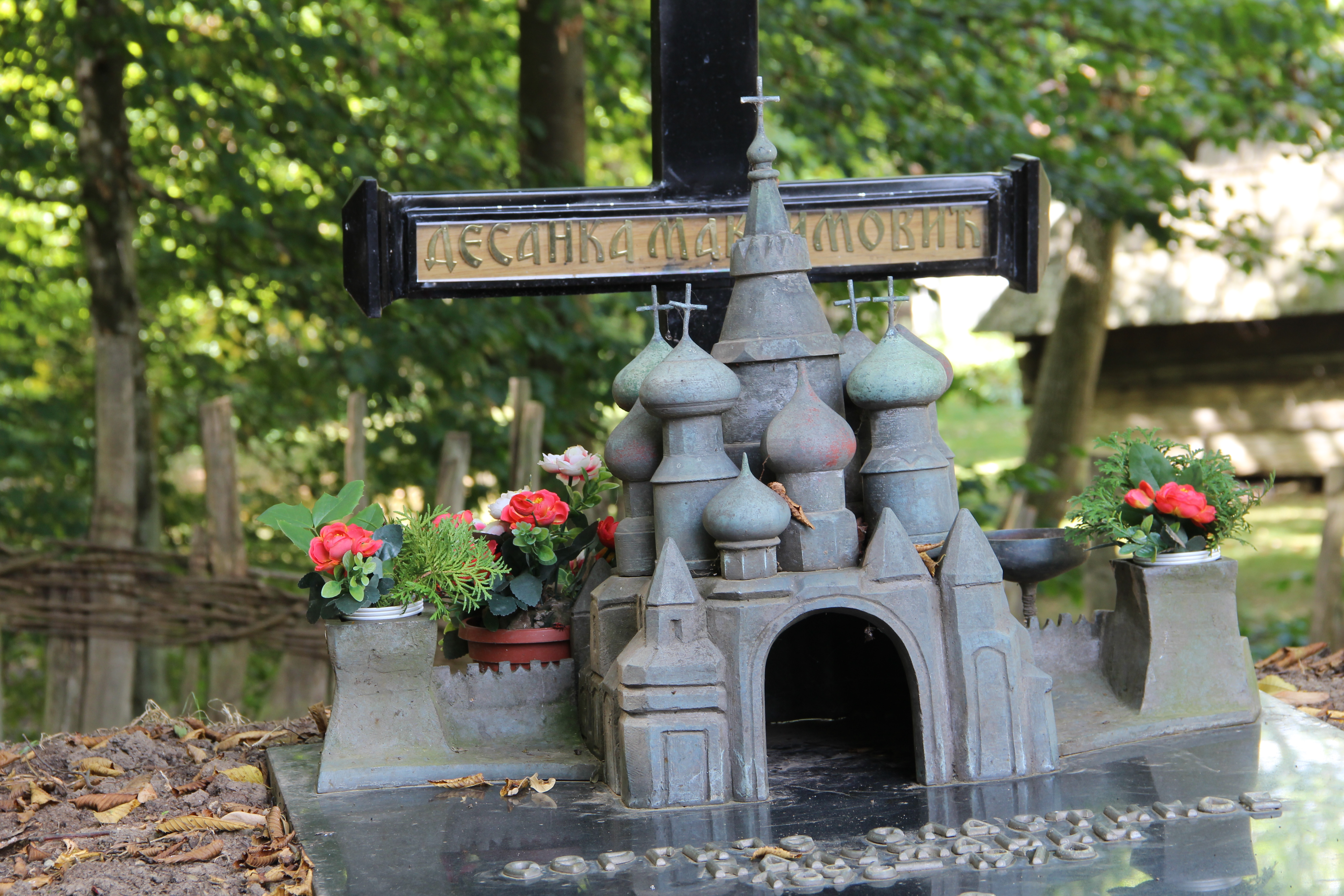
Brankovina - cultural e complexo histórico
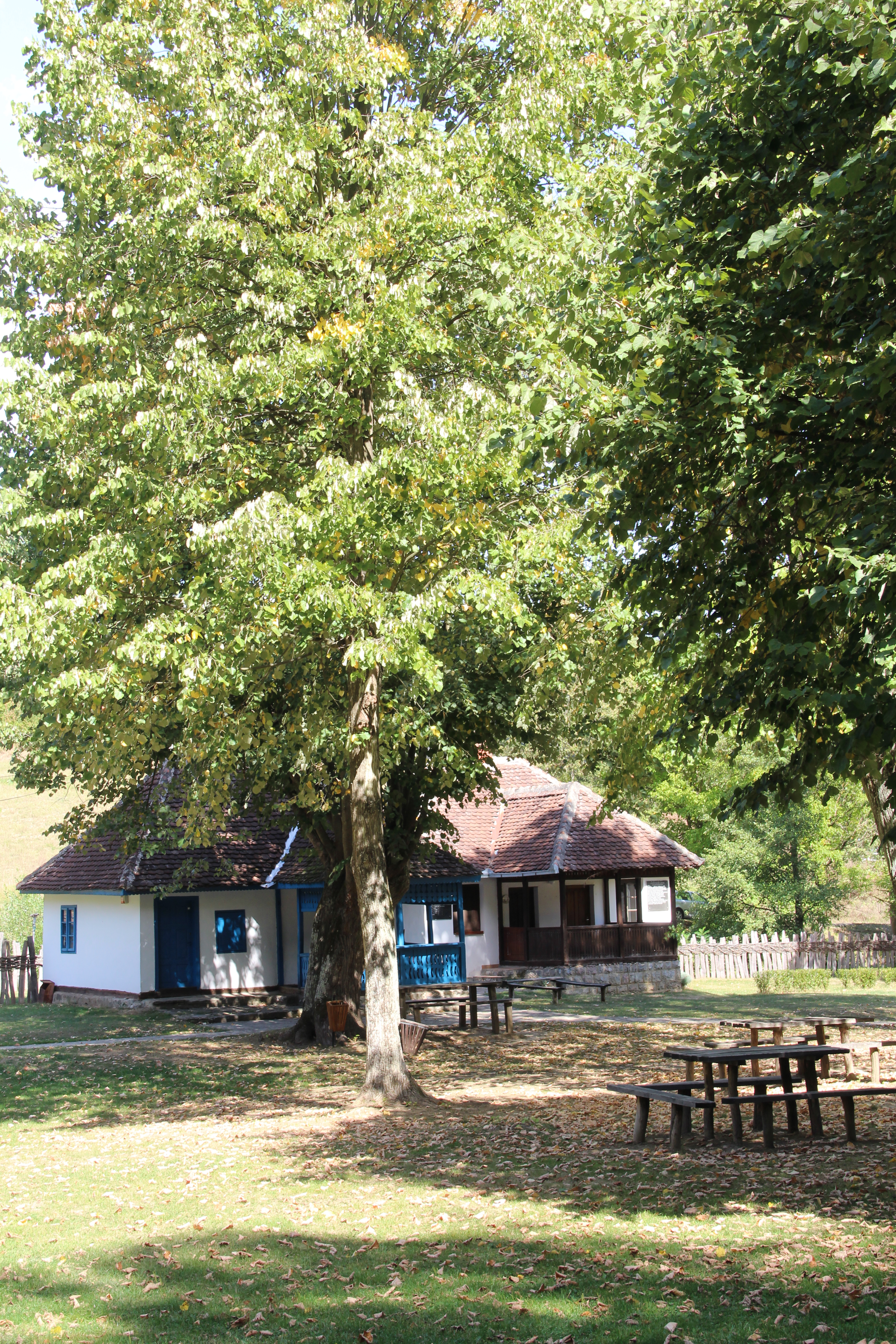
Brankovina - cultural e complexo histórico

## Demografia
| 1948 | 1953 | 1961 | 1971 | 1981 | 1991 | 2002 | 2011 |
| ---- | ---- | ---- | ---- | ---- | ---- | ---- | ---- |
| 862  | 919  | 982  | 866  | 781  | 529  | 573  | 520  |